# Dona Ana-bron
Dona Ana-bron är en 3,67 kilometer lång järnvägsbro av stål över Zambezifloden i Moçambique. Den har 40 brospann, varav 33 på 80 meter och sju på 50 meter.
Bron, som vid invigningen år 1935 var Afrikas längsta järnvägsbro, byggdes medan Moçambique var en portugisisk koloni. Den byggdes på initiativ av Nyasaland Railway Ltd. som ville skapa en förbindelse mellan Beira i Moçambique och Nyasaland genom att koppla ihop Central Africa Railways järnvägslinje med Trans-Zambezia Railway. Byggnationen började i januari 1932 och sysselsatte 6 000 arbetare.
Bron förstördes under inbördeskriget på 1980-talet och reparerades år 1995 med medel från USAID och byggdes om till en enkelfilig vägbro.
Dona Ana-bron är den längsta bron över Zambezifloden och var den sista före mynningen i Indiska oceanen till år 2009 då Armando Emílio Guebuza-bron öppnade för trafik. Vägbron stängdes för trafik mellan juli 2006 och oktober 2009 för att byggas om till en järnvägsbro med plats för gång- och cykeltrafik. Den renoverades år 2017 och gång- och cykelbanan fick ny beläggning. Bron används av mer än 3 000 trafikanter varje dag.